# Kobold (Staubsauger)
Kobold ist die Marke der Wuppertaler Vorwerk SE & Co. KG für ihre Boden-, Hand- und Akkustaubsauger, Saugroboter sowie Fenstersauger.

## Angebot, Vertrieb und Märkte
Grundsätzlich werden unter der Marke Kobold vier Typen von Reinigungsgeräten vorwiegend für Haushalte angeboten:
- Kabelstaubsauger[1]
- Akkustaubsauger[2]
- Saugroboter[3]
- Mini- beziehungsweise Handstaubsauger[4] sowie Fenstersauger[5]

Für die meisten dieser Grundtypen gibt es zudem eine Vielzahl von Zubehörteilen wie Staubbeutel, Düsen, Bürsten etc.
Ein wesentliches Merkmal für den Absatz von Kobold Produkten war jahrzehntelang ausschließlich der Direktvertrieb. Seit 2011 ist dieser Vertriebsweg durch eigene Onlineshops, Online-Vorführungen und Geschäfte ergänzt. Kobold ist in elf europäischen und asiatischen Ländern mit eigenen Landesgesellschaften vertreten; in weiteren Ländern sind 19 Vertragspartner, sogenannte Distributoren, für den Vertrieb verantwortlich (Stand: 2025). Als bedeutendster Markt gilt Italien. Dort, wo die Produkte nicht Kobold, sondern Folletto heißen, verkauft Vorwerk die meisten Geräte, 2023 war es fast jedes zweite.

## Geschichte

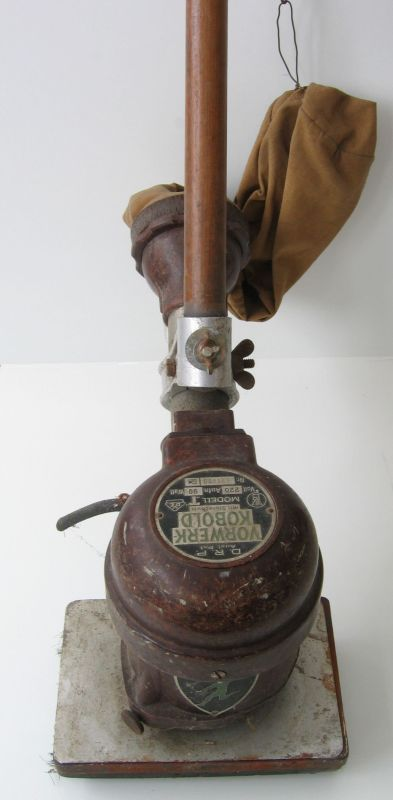
Modell von 1935
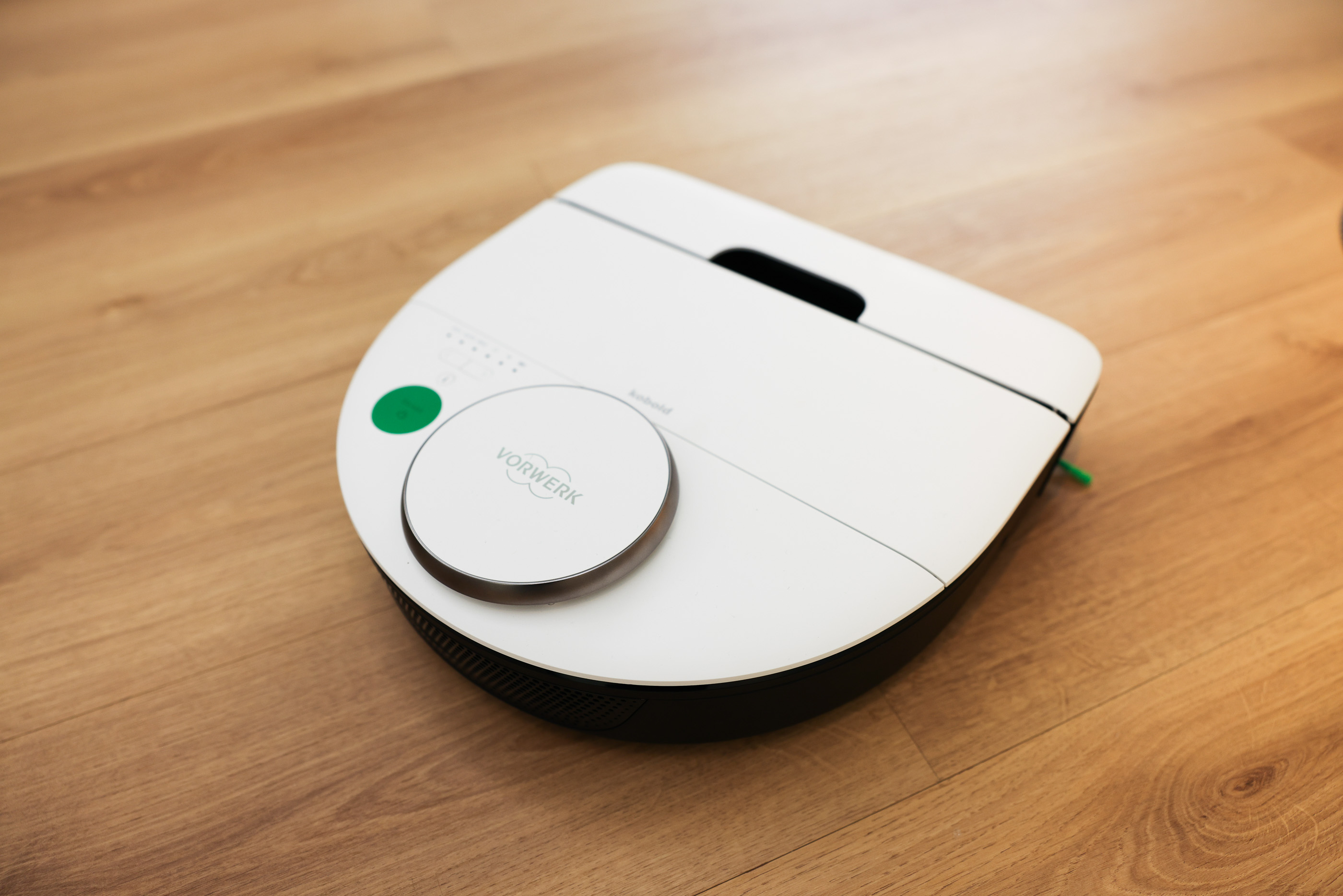
Saugroboter (Modell von 2023)

Das Aufkommen des Hörfunks und der Radios in den 1920er Jahren führte zu einem Umsatzeinbruch bei Grammophonen, von dem auch Vorwerk als Hersteller entsprechender Motoren betroffen war. Engelbert Gorissen, Vorwerks Chefingenieur, machte aus dem Grammophonmotor einen elektrischen Handstaubsauger, den Kobold. Das Gerät war auf das Wesentliche reduziert: Motor, Staubbeutel und Stiel. Im Mai 1930 wurde das Patent für den Kobold „Modell 30“ erteilt.
Der Absatz blieb zunächst unbefriedigend, denn der relativ günstige Preis des Geräts motivierte Einzelhändler nicht sonderlich, den Gebrauch des neuartigen und damit erklärungsbedürftigen Geräts in den Geschäften zu erläutern und zu demonstrieren. Erst die Einführung des Direktvertriebs sorgte für den Durchbruch auf dem heimischen Markt. Von 1930 bis 1935 wurden so 100.000 Exemplare des Kobold verkauft, bis 1937 bereits eine halbe Million. Noch vor Beginn des Zweiten Weltkrieges gründete Vorwerk die erste Auslandsgesellschaft: Vorwerk Folletto in Italien. Bereits in den 1930er Jahren ergänzte Vorwerk den Kobold um Zubehör, beispielsweise um Vorrichtungen zum Trocknen von Haaren oder zur Pflege des Fells von Pferden.
Das Zubehörprogramm wurde nach dem Krieg umfangreich ausgebaut. Seit den 1950er Jahren richtete Vorwerk im Ausland Tochtergesellschaften, Vertretungen und Verkaufsbüros ein, beispielsweise in den Vereinigten Staaten, in Ländern Südamerikas oder in Japan. 1953 wurde die Schwelle von einer Million produzierter Kobold-Geräte überschritten. In jenem Jahr erhielt der Kobold außerdem die für ihn damals typischen Farben grün und weiß. 1973 war die 10-Millionen-Marke erreicht, 1989 die von 50 Millionen. 2011 brachte Vorwerk den Kobold-Saugroboter auf den Markt, drei Jahre später den Fenstersaugreiniger, 2018 den Akkustaubsauger.

## Kulturelle Rezeption und Sponsoring
„Loriot setzte Vorwerk in den siebziger Jahren mit dem Sketch Vertreterbesuch ein filmisches Denkmal.“ Der Außendienst-Mitarbeiter und das Staubsauger-Modell „Heinzelmann“ stehen hier als Synonym für Vertreter von Vorwerk und den Kobold.
1978 erschien eine Dissertation über „Penisverletzungen bei Masturbation mit Staubsaugern“, in der ausdrücklich auf den damaligen Kobold Bezug genommen wurde. Ab 2004 rezitierten Charlotte Roche und Christoph Maria Herbst die Schrift in Lesungen. Einige Auftritte absolvierte Roche auch zusammen mit Heinz Strunk. 2011 wurde eine bearbeitete Fassung als Hörbuch veröffentlicht.
Der Direktvertrieb des Kobold ist Thema des 1998 erschienenen Dokumentarfilms Die Blume der Hausfrau in der Regie von Dominik Wessely.
Von 2016 bis 2019 war Vorwerk Haupt- und Trikotsponsor des italienischen Fußball-Erstliga-Vereins AC Florenz. Dabei trat die Mannschaft auch mit dem Schriftzug Folletto an.